# Дэвис, Джон Фрэнсис
Джон Фрэнсис Дэвис (англ. John Francis Davis, кит. трад. 戴维斯; 16 июля 1795 года, Лондон, Англия, Великобритания — 13 ноября 1890 года, Холливуд, Глостершир, Англия, Великобритания) — 1-й баронет Дэвис, британский колониальный чиновник и дипломат, губернатор Гонконга. 
Член Лондонского королевского общества (1822). Кавалер Ордена Бани. Доктор юридических наук Оксфордского университета.

## Биография
Джон Фрэнсис Дэвис родился 16 июля 1795 года в Лондоне. Он был первым ребёнком чиновника из Ост-Индской компании, эсквайра Сэмуэля Дэвиса и Генриетты Бейли. Всего в семье было четыре сына и семь дочерей. В 1813 году, завершив образование в Хэртфорд-колледже в Оксфордском университете, приехал в Китай, в Кантон и был принят на место писца в торговые фактории Ост-Индской компании.
Благодаря своим незаурядным лингвистическим способностям в совершенстве овладел китайским языком и в 1816 году сопровождал посла Великобритании лорда Уильяма Амхерста в Пекин на переговоры об аренде Гонконга у Китая.
По завершении миссии, вернулся к своим обязанностям в Кантоне. В 1832 году был назначен президентом местных торговых факторий. В том же году был избран членом Королевского азиатского общества Великобритании и Ирландии. В 1834 году был назначен заместителем лорда Уильяма Нейпира, после внезапной смерти которого в октябре того же года занял место старшего суперинтенданта британской торговой миссии в Китае.
23 февраля 1844 года был назначен заместителем губернатора Гонконга. 8 мая того же года, после отставки Генри Поттинджера стал вторым губернатором Гонконга. Вскоре после вступления в должность, официально учредил местную полицию. Способствовал государственному финансированию местной системы образования. В январе 1847 года в Гонконге им был открыт филиал Королевского азиатского общества Великобритании и Ирландии. Он планировал открыть в колонии ботанический сад и зоологический парк.
При нём были заложены основания для будущего развития колонии. Однако из-за ужесточения налоговой политики (налог стали взимать даже с проституток) Джон Фрэнсис Дэвис был крайне непопулярен у жителей Гонконга и британских торговцев. Вероятно из фискальных интересов он провёл в Гонконге первую перепись населения.
Из-за обострившихся разногласий с местными британскими торговцами 21 марта 1848 года подал в отставку. В 1854 году он был награждён Орденом Бани. В 1876 году ему было присвоено звание доктора юридических наук Оксфордского университета. В это время им было написано и издано несколько научных сочинений, посвящённых, главным образом, Китаю. Он умер в имении Холливуд Тауэр, в графстве Глостершир, в Англии 13 ноября 1890 года.